# Ranieri de' Calzabigi
Ranieri Simone Francesco Maria de Calzabigi, dit Ranieri de’ Calzabigi, est un homme de lettres et librettiste italien né à Livourne, en Toscane, le 23 décembre 1714 et mort à Naples en juillet 1795.

## Biographie
Il a probablement étudié à Livourne et à Pise et il fit partie de l'Académie Étrusque de Cortone et de l'Académie d'Arcadie sous le nom de Liburno Drepanio. Son activité de librettiste commence en 1743 à Naples. En 1750, il rencontra Giacomo Casanova à Paris avec qui il se lie d'une étroite amitié. Ensemble, ils réussissent à obtenir du pouvoir royal la création d'une loterie. En 1755, il s'occupe – au service de l'éditeur Gerbauld – d'une réimpression des œuvres de Metastase. Devant quitter la France, peut-être en raison de ses positions francophobes, il se retrouve à Vienne en 1761 où il occupe les charges de Conseiller à la Chambre des comtes des Pays-Bas et de Conseiller de sa Majesté Apostolique. Par l'intermédiaire du comte Durazzo, il fait la connaissance de Christoph Willibald Gluck pour lequel il écrit ses livrets les plus importants. À la suite d'un scandale, il doit quitter la capitale sur l'ordre de Marie-Thérèse. En 1774 il vit à Pise et en 1780 à Naples, où il a écrit ses deux derniers livrets, Elfrida (1792) et Elvira (1794), tous deux mis en musique par Giovanni Paisiello, et il participe activement à la vie littéraire jusqu'à la mort.

## La réforme de l'opéra
L'œuvre de Ranieri de Calzabigi comprend trois livrets écrits pour Gluck, Orfeo ed Euridice (1762), Alceste (1767) et Paride ed Elena (1770), mais aussi des ouvrages théoriques qui visent à réformer le drame lyrique. Ses idées sur la régénérescence de l'opera seria italien sont inspirées par le modèle de l'opéra français, particulièrement l'idée d'une plus grande fluidité entre l'air et le récitatif pour donner une plus grande continuité au drame mais aussi l'intervention de grandes pages chorales et l'emploi de la pantomime dansée, suivant les nouvelles idées chorégraphiques théorisées par Jean-Georges Noverre ou Gasparo Angiolini. Au drame métastasien fondé sur une intrigue complexe il substitue une action s'appuyant sur un mythe et basée sur une idée morale dont le protagoniste est le symbole vivant : Orphée est le symbole de la musique et Alceste de la fidélité conjugale. Le récitatif, accompagné par tout l'orchestre (recitativo accompagnato) et non seulement par le basse continue (recitativo secco), devient plus lyrique et expressif et l'air très dramatique est débarrassé de la virtuosité et des répétitions de l'air traditionnel de l'opera seria. Dans cette conception, la musique est la servante de la poésie.

## Livrets
- Orfeo ed Euridice, 1762.
- Alceste, 1767.
- L’Opera seria, 1769.
- Paride ed Elena, 1770.
- Elfrida, 1792.
- Elvira, 1794.